# Jonas Gahr Støre

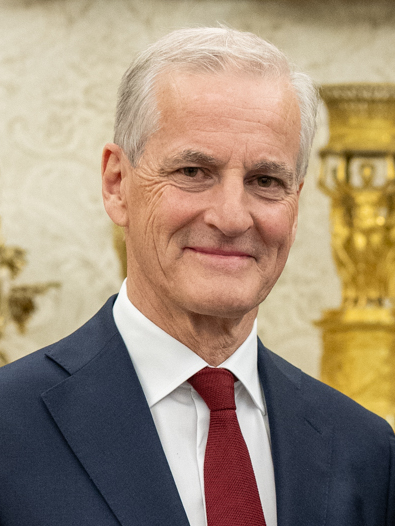
Jonas Gahr Støre, 2025

Jonas Gahr Støre (* 25. August 1960 in Oslo) ist ein norwegischer Politiker der sozialdemokratischen Arbeiderpartiet (Ap). Seit dem 14. Oktober 2021 ist er der Ministerpräsident von Norwegen (Statsminister) und führt eine Minderheitsregierung der Arbeiderpartiet mit der Senterpartiet (Sp). Zudem ist er seit 2009 Abgeordneter im Storting und seit 2014 Parteivorsitzender der Arbeiderpartiet. Von Oktober 2005 bis September 2012 war er norwegischer Außenminister, danach bis Oktober 2013 Gesundheits- und Pflegeminister.

## Leben

### Elternhaus
Støre kam 1960 als Sohn des Schiffsmaklers Ulf Jonas Støre und Unni Gahr zur Welt. Er wuchs im wohlhabenden Viertel Ris im Westen der Stadt Oslo auf. Støre ist ein Enkel des Industriellen Jonas Henry Støre und Urenkel des konservativen Politikers Paul Edvart Støre. Der Großteil seines Vermögens, das in den Steuerlisten des Jahres 2022 auf rund 60,3 Millionen NOK beziffert wurde, stammt aus dem Verkauf der Kamin- und Ofenfirma Jøtul seines Großvaters in den 1970er-Jahren. Seine soziale Herkunft führte zu Beginn seiner politischen Karriere in der Partei sowie in der Arbeiterbewegung teilweise zu Zweifeln an seiner sozialdemokratischen Einstellung.

### Studium und beruflicher Werdegang
Nach dem Abschluss der weiterführenden Schule im Jahr 1979 besuchte er bis 1980 die Sjøkrigsskolen in Bergen, eine Hochschule der norwegischen Seestreitkräfte. Zwischen 1980 und 1981 war er Leutnant (fenrik) in der norwegischen Marine. Anschließend studierte Støre bis 1985 Staatswissenschaften am Institut d’études politiques de Paris.
Nach seinem Studium arbeitete er 1986 als Teaching Fellow am Harvard Negotiation Project an der Harvard Law School und von 1986 bis 1989 als Forscher beim Bedriftsøkonomisk Institutt, am Projekt Scenarier 2000. Im Jahr 1988 bewarb er sich auf eine Stelle als politischer Berater der Parlamentsfraktion der konservativen Partei Høyre. Er lehnte die ihm angebotene Stelle jedoch schließlich ab.
Nachdem er bereits einige Zeit in der Staatskanzlei tätig gewesen war, arbeitete Støre von 1998 bis 2000 bei der Weltgesundheitsorganisation (WHO) in Genf. Dort war er Stabschef unter der WHO-Generaldirektorin und früheren norwegischen Ministerpräsidentin Gro Harlem Brundtland. Im Anschluss an seine Zeit als Staatssekretär fungierte er von 2002 bis 2003 als Vorstandsvorsitzender bei Econ Analyse. Danach war Støre von 2003 bis 2005 Generalsekretär des Norwegischen Roten Kreuzes.

### Familie
Støre ist mit der lutherischen Pastorin, Soziologin und Gestalttherapeutin Marit Slagsvold verheiratet und hat drei Söhne, die die Osloer Waldorfschule besucht haben.

## Parteikarriere
Støre trat im Jahr 1995 trat der Arbeiderpartiet bei. Im Jahr 2010 wurde er Mitglied im Vorstand der Arbeiderpartiet in Oslo. Im darauffolgenden Jahr wurde er in den Parteivorstand gewählt. Am 14. Juni 2014 löste er Jens Stoltenberg, nachdem dieser zum NATO-Generalsekretär berufen worden war, als Parteivorsitzender der Arbeiderpartiet ab.

### Spitzenkandidat 2017
Als Parteivorsitzender war Støre bei der Parlamentswahl im September 2017 Spitzenkandidat seiner Partei und sollte die Arbeiderpartiet nach vier Jahren wieder in die Regierung führen. Die Arbeiderpartiet erzielte bei der Wahl zwar trotz eines Rückgangs von 30,9 % auf 27,4 % die meisten Stimmen, das Ergebnis reichte allerdings nicht zur Bildung einer Regierung unter Støre.

### Spitzenkandidat 2021
Bei der Stortingswahl 2021 erzielte die Arbeiderpartiet unter seiner Führung einen erneuten kleinen Rückgang und mit 26,4 % das zweitschlechteste Ergebnis in 100 Jahren. Trotzdem ging Støres Partei als stimmenstärkste Partei hervor und seine Partei kehrte nach acht Jahren zurück in die Regierung. Bereits kurz nach der Wahl 2021 und Støres Ernennung zum Ministerpräsidenten fiel die Arbeiderpartiet in Wahlumfragen hinter die konservative Partei Høyre zurück. Bei den Kommunal- und Fylkestingswahlen 2023 verpasste es die Partei unter Støres Führung das erste Mal seit 1924, bei einer Wahl landesweit die meisten Stimmen zu erhalten.

## Öffentliche Ämter

### Tätigkeit in der Staatskanzlei (1989–1997)
In den Jahren 1989 bis 1995 war Støre unter Ministerpräsidentin Gro Harlem Brundtland als Sonderbeauftragter in der norwegischen Staatskanzlei, dem Statsministerens kontor, tätig. Während seiner Zeit als Sonderbeauftragter war er unter anderem für Europafragen zuständig. Støre wirkte dabei an den norwegischen Mitgliedschaftsverhandlungen mit der Europäischen Union (EU) und dem Europäischen Wirtschaftsraum (EWR) mit. Von 1995 bis 1997 hatte Støre in der Staatskanzlei die Stelle als Abteilungsdirektor der Abteilung für internationale Angelegenheiten inne.

### Staatssekretär (2000–2001)
Am 17. März 2000 wurde er unter dem neuen Ministerpräsidenten Jens Stoltenberg zum Staatssekretär in der Staatskanzlei ernannt. Er nahm dort die Position als Stabschef ein. Er behielt den Posten bis zum Rücktritt der Regierung am 19. Oktober 2001.

### Ministerposten

#### Außenminister (2005–2012)

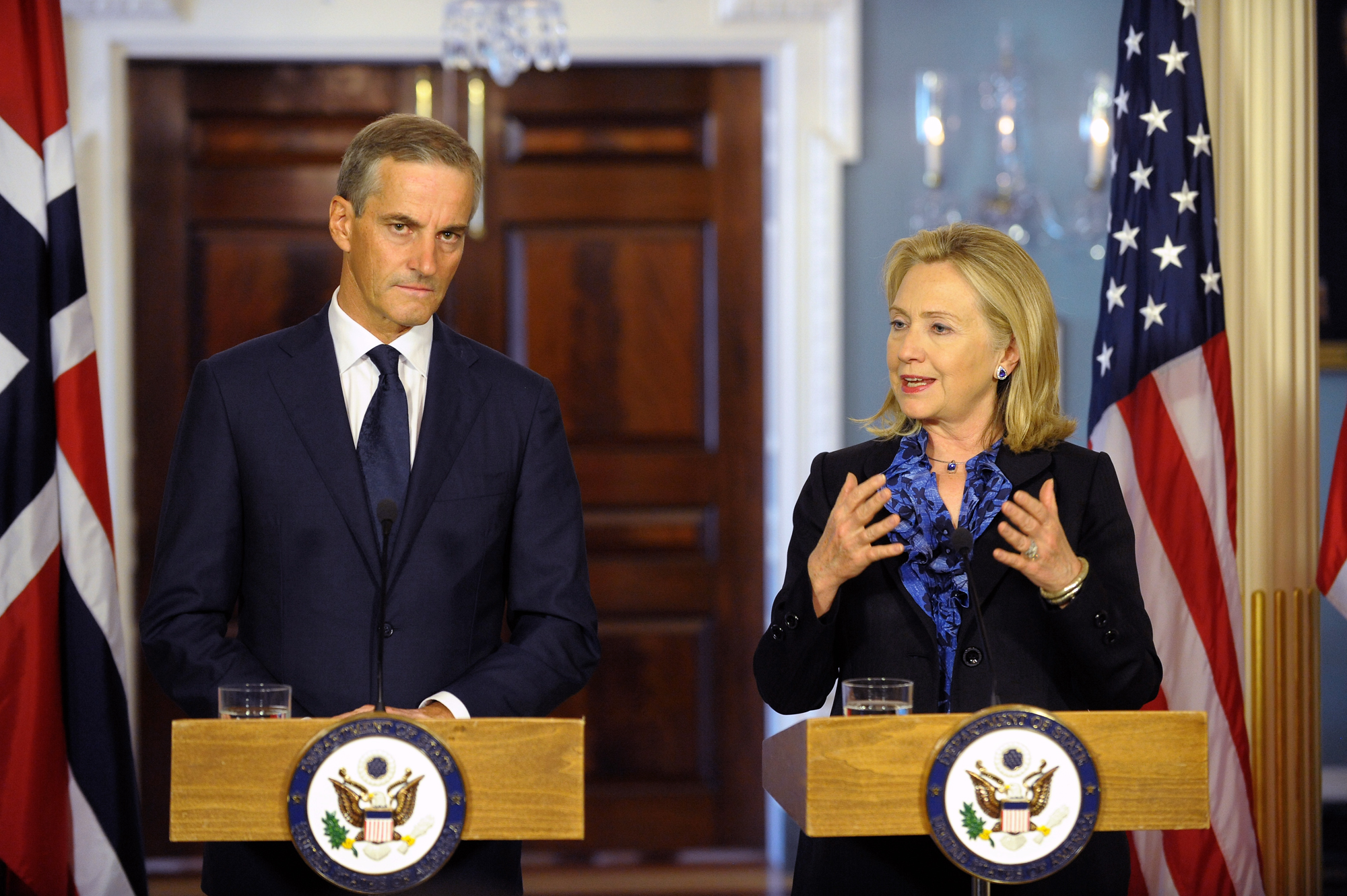
Außenminister Støre gemeinsam mit Hillary Clinton, 2011

Am 17. Oktober 2005 wurde Jonas Gahr Støre zum Außenminister in der neu gebildeten Regierung Stoltenberg II ernannt. Im Jahr 2007 erkannte Norwegen trotz internationaler Kritik die Hamasregierung in Palästina an. Während eines Auslandsbesuchs in Afghanistan kam es am 14. Januar 2008 in dem Hotel, in dem Støre und seine Delegation übernachteten, zu einem Selbstmordattentat, bei dem sechs Menschen starben. Støre überstand das Attentat unverletzt. Der damalige UN-Generalsekretär Ban Ki-Moon sagte im Folgenden aus, dass der Außenminister das Ziel gewesen sei.
Als Außenminister arbeitete Støre auf eine stärkere nordische Zusammenarbeit hin und baute die Zusammenarbeit mit Russland in der Barentssee aus. Unter ihm wurde ein Abkommen mit Russland geschlossen, das es den Bewohnern der russisch-norwegischen Grenzregion erlaubte, in das Grenzgebiet des jeweils anderen Landes einzureisen.
In Meinungsumfragen war Støre in seiner Zeit als Außenminister der beliebteste Minister der Regierung Stoltenberg II.

#### Gesundheitsminister (2012–2013)
Am 21. September 2012 wurde Støre im Zuge einer Kabinettsumbildung als Nachfolger von Anne-Grete Strøm-Erichsen zum Minister für Gesundheit und Pflege ernannt. Er behielt das Ministeramt bis zum 16. Oktober 2013, als nach der Stortingswahl 2013 die konservative Regierung Solberg übernahm.

### Stortingsabgeordneter (seit 2009)
Bei der Parlamentswahl 2009 zog Støre erstmals in das norwegische Nationalparlament, das Storting, ein. Er wurde für den Wahlkreis Oslo ins Parlament gewählt. Wegen seiner Regierungsmitgliedschaft musste er jedoch sein Mandat ruhen lassen. Er wurde für die gesamte Legislaturperiode von seinem Parteikollegen Truls Wickholm vertreten. Nachdem er im Oktober 2013 aus der Regierung ausgeschieden war, übernahm er sein Parlamentsmandat erstmals selbst und wurde stellvertretender Vorsitzender des Finanzausschusses. Im Juni 2014 wechselte Støre während der laufenden Legislaturperiode in den Außen- und Verteidigungsausschuss. Im Juni 2014, nach dem Ausscheiden Jens Stoltenbergs aus dem Storting, wurde er neuer Fraktionsvorsitzender und damit Oppositionsführer.
Auch in der Legislaturperiode 2017–2021 fungierte Støre erneut als Fraktionsvorsitzender und war Mitglied im Außen- und Verteidigungsausschuss. Da Støre seit Oktober 2021 als neuer Ministerpräsident wieder Regierungsmitglied ist, muss er seitdem sein Mandat ruhen lassen. Er wird von Frode Jacobsen vertreten.

### Ministerpräsident (seit 2021)

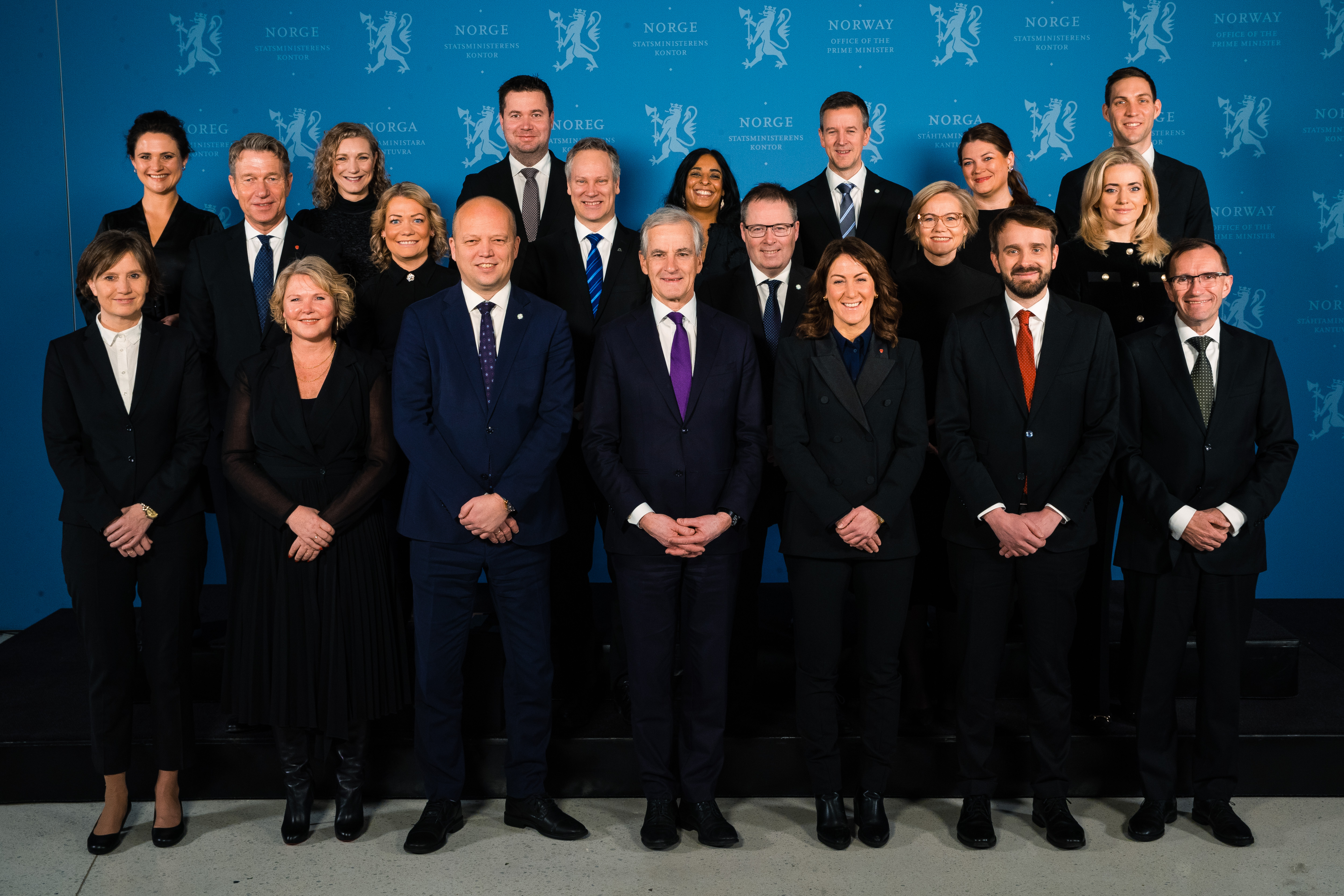
Regierung Støre, 2023

Nachdem die linken Parteien bei der Parlamentswahl am 13. September 2021 die Mehrheit erhalten hatten, begann Støre am 23. September 2021 Sondierungsgespräche zu führen. Da keine Mehrheitsregierung mit der Senterpartiet (Sp) und der Sosialistisk Venstreparti (SV) zustande kam, bildete er mit der Senterpartiet eine Minderheitsregierung, die Regierung Støre. Am 14. Oktober 2021 wurde Støre von König Harald V. zum Ministerpräsidenten (Statsminister) ernannt. Bedingt durch den Austritt der Senterpartiet, regiert die Arbeiderpartiet seit dem 4. Februar 2025 alleine weiter.

## Politische Positionen
Støre wird dem rechten Flügel der Arbeiderpartiet zugeordnet. Als er 2005 in das Kabinett von Jens Stoltenberg eintrat, wurde er als Teil einer Gruppe von „Managern aus dem (Osloer) West End“ wahrgenommen.

### Klimapolitik
Støre erklärte zu Beginn seiner Amtszeit als Parteivorsitzender, die Klimapolitik seiner Partei ändern zu wollen und sich nun mehr auf den Umweltschutz in Norwegen konzentrieren zu wollen, statt wie sein Vorgänger Stoltenberg vor allem tropischen Regenwald und Emissionsgutschriften aufzukaufen.

### Naher Osten
Umstritten war während seiner Amtszeit als Außenminister unter anderem die Entscheidung, 2007 die Hamasregierung in Palästina anzuerkennen. Im Jahr 2011 wurde bekannt, dass Støre in jener Zeit telefonischen Kontakt zum Hamasanführer Chalid Maschal hatte. Jonas Gahr Støre bestätigte später, dass dieser Kontakt tatsächlich bestand.

## Werke
- 1987: Scenarier 2000. Universitetsforlaget, Oslo
- 2003: Human Security. Harvard, Boston
- 2003: Norge, en reise verdt?. Kagge, Oslo
- 2004: Barents 2015. Econ, Oslo
- 2008: Å gjøre en forskjell: refleksjoner fra en norsk utenriksminister. Cappelen Damm, Oslo
- 2014: I bevegelse. Cappelen Damm, Oslo